# Karen Smyers
Karen Smyers (Corry, 1 de septiembre de 1961) es una deportista estadounidense que compitió en triatlón.
Ganó tres medallas en el Campeonato Mundial de Triatlón entre los años 1990 y 1995. En los Juegos Panamericanos de 1995 consiguió una medalla de oro.
También obtuvo dos medallas en el Campeonato Mundial de Triatlón de Larga Distancia, oro en 1996 y plata en 1994. En Ironman consiguió cuatro medallas en el Campeonato Mundial entre los años 1994 y 1999.

## Palmarés internacional
| Campeonato Mundial   | Campeonato Mundial        | Campeonato Mundial | Campeonato Mundial |
| Año                  | Lugar                     | Medalla            | Prueba             |
| -------------------- | ------------------------- | ------------------ | ------------------ |
| 1990                 | Orlando (Estados Unidos)  | Medalla de oro     | Individual         |
| 1993                 | Mánchester (Reino Unido)  | Medalla de plata   | Individual         |
| 1995                 | Cancún (México)           | Medalla de oro     | Individual         |
| Juegos Panamericanos |                           |                    |                    |
| Año                  | Lugar                     | Medalla            | Prueba             |
| 1995                 | Mar del Plata (Argentina) | Medalla de oro     | Individual         |

| Campeonato Mundial | Campeonato Mundial      | Campeonato Mundial | Campeonato Mundial |
| Año                | Lugar                   | Medalla            | Prueba             |
| ------------------ | ----------------------- | ------------------ | ------------------ |
| 1994               | Niza (Francia)          | Medalla de plata   | Individual         |
| 1996               | Muncie (Estados Unidos) | Medalla de oro     | Individual         |

| Campeonato Mundial | Campeonato Mundial     | Campeonato Mundial | Campeonato Mundial |
| Año                | Lugar                  | Medalla            | Prueba             |
| ------------------ | ---------------------- | ------------------ | ------------------ |
| 1994               | Hawái (Estados Unidos) | Medalla de plata   | Individual         |
| 1995               | Hawái (Estados Unidos) | Medalla de oro     | Individual         |
| 1996               | Hawái (Estados Unidos) | Medalla de bronce  | Individual         |
| 1999               | Hawái (Estados Unidos) | Medalla de plata   | Individual         |